# Nancray
Nancray település Franciaországban, Doubs megyében. Lakosainak száma 1300 fő (2022. január 1.). Nancray La Chevillotte, Gennes, Osse, Bouclans és Vaire községekkel határos.

## Népesség
A település népességének változása:
| Lakosok száma | 504  | 779  | 897  | 1148 | 1310 | 1276 | 1260 | 1259 | 1272 | 1300 |
|               | 1968 | 1982 | 1990 | 2006 | 2013 | 2015 | 2017 | 2019 | 2020 | 2022 |